# Estación de Verneda
Verneda es una estación de la Línea 2 del Metro de Barcelona situada bajo la calle Alarcón en San Adrián de Besós (según el R.D. de 1955).

## Historia
La llegada del metro a La Verneda fue planteada por primera vez en el Plan de Metros de 1971, diseñado por la Comisión Coordinadora del Transporte Urbano de Barcelona. El objetivo principal de este plan era la llegada del metro a los barrios de la  periferia de Barcelona, que habían experimentado un importante crecimiento demográfico en los años 1960. En el proyecto inicial, la estación de Verneda formaba parte de la prolongación de la línea 5, desde la Estación de Sagrada Familia hasta la ciudad de Badalona.
En 1984, tras asumir la Generalidad de Cataluña las competencias sobre el Metro de Barcelona, el gobierno autonómico elaboró un nuevo Plan de Metros, que incluyó el trazado Sagrada Familia-Badalona en una nueva línea de futura construcción: la línea 2. En ese momento, ya estaban prácticamente terminadas las obras entre la estación de La Pau y la de Pep Ventura de Badalona, mientras que la construcción del resto de la línea 2, incluyendo el tramo de La Pau a Sagrada Familia, todavía no había empezado. Por este motivo, se decidió que el tramo de La Pau a Pep Ventura, que comprendía la estación de Verneda, entrase en servicio, provisionalmente, como añadido a la línea 4.
La inauguración de las obras, realizadas por la empresa Entrecanales y Távora, tuvo lugar el 22 de abril de 1985, con la presencia del presidente de la Generalidad de Cataluña, Jordi Pujol, el alcalde accidental de Barcelona, Jordi Parpal y la vicepresidenta de la Corporación Metropolitana de Barcelona, Mercè Sala, entre otras autoridades.
Tras más de 17 años como parte de la línea 4, el tramo entre La Pau y Pep Ventura, incluyendo Verneda, pasó a formar parte de la línea 2. Coincidiendo con el traspaso, todas las estaciones del trazado fueron reformadas y adaptadas a las personas de movilidad reducida, con la instalación de ascensores. La reinauguración tuvo lugar el 1 de octubre de 2002, con la asistencia del Consejero de Política Territorial y Obras Públicas de la Generalidsd de Cataluña, Felip Puig, el alcalde de Barcelona, Joan Clos y la alcaldesa de Badalona, Maite Arqué.

## Líneas
| << cabecera | < estación | línea | estación >             | cabecera >>           |
| ----------- | ---------- | ----- | ---------------------- | --------------------- |
| Metro       |            |       |                        |                       |
| Paral·lel   | La Pau     |       | Artigues \| Sant Adrià | Badalona Pompeu Fabra |